# Carles Rexach
Carles Rexach (n. 13 ianuarie 1947, Pedralbes, Catalonia, Spania) este un fost fotbalist spaniol.
În cariera sa, Rexach a evoluat la FC Barcelona. Între 1969 și 1978, Rexach a jucat 15 meciuri și a marcat 2 goluri pentru echipa națională a Spaniei. Rexach a jucat pentru naționala Spaniei la Campionatul Mondial din 1978.

## Statistici
| Spania | Spania  | Spania |
| An     | Meciuri | Goluri |
| ------ | ------- | ------ |
| 1969   | 2       | 0      |
| 1970   | 2       | 1      |
| 1971   | 3       | 1      |
| 1972   | 1       | 0      |
| 1973   | 0       | 0      |
| 1974   | 2       | 0      |
| 1975   | 3       | 0      |
| 1976   | 0       | 0      |
| 1977   | 0       | 0      |
| 1978   | 2       | 0      |
| Total  | 15      | 2      |